# کیوی خال‌دار بزرگ
کیوی خال‌دار بزرگ (نام علمی: Apteryx haastii) نام یک گونه از سرده کیوی است.